# Kuujjuarapik
Pour Kuujjuarapik (terre réservée inuit), voir Kuujjuarapik (terre réservée inuite).
Kuujjuarapik (inuktitut : ᑰᑦᔪᐊᕌᐱᒃ ou Kuujjuaraapik) est un village nordique du Nunavik de l'administration régionale Kativik situé dans la région administrative du Nord-du-Québec, au Québec, à l'embouchure de la Grande rivière de la Baleine. 
La très grande majorité de ses 700 habitants sont Inuits. C'est le plus méridional des quatorze villages nordiques du Nunavik faisant partie de l'Administration régionale Kativik. 

## Géographie

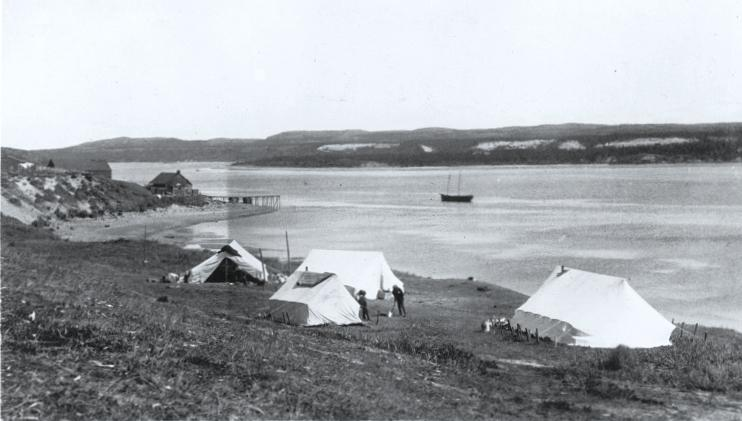
Établissement d'un campement temporaire à la Grande rivière de la Baleine, Revillon Frères, 1922

Le village est limitrophe du village cri de Whapmagoostui qui fait partie de l'Administration régionale crie et du Grand Conseil des Cris (Eeyou Istchee), avec les huit villages cris de la région de la Baie-James.
Kuujjuarapik est également le nom d'une terre réservée inuit du Québec.
Les villages jumelés ont été créés en vertu de la Convention de la Baie-James et du Nord québécois de 1975. Jusqu'aux années 1980, le village était connu par les noms de Poste-de-la-Baleine et Great Whale River. Une station de recherche du Centre d'études nordiques de l'Université Laval se trouve dans le village depuis les années 1960. À Kuujjuaraapik et dans le reste de la région Kativik, les services de police sont assurés par le Corps de police régional Kativik.

### Climat
| Mois                                  | jan.       | fév.       | mars      | avril      | mai      | juin      | jui.      | août      | sep.      | oct.      | nov.       | déc.       | année           |
| ------------------------------------- | ---------- | ---------- | --------- | ---------- | -------- | --------- | --------- | --------- | --------- | --------- | ---------- | ---------- | --------------- |
| Température minimale moyenne (°C)     | −27,8      | −28,3      | −22,6     | −12,3      | −3       | 2         | 6,2       | 7,6       | 4,7       | −0,3      | −7,6       | −18,7      | −8,3            |
| Température moyenne (°C)              | −23,3      | −22,9      | −16,7     | −7,2       | 1,6      | 7,2       | 11,1      | 11,8      | 8         | 2,4       | −4,9       | −15        | −4              |
| Température maximale moyenne (°C)     | −18,7      | −17,5      | −10,8     | −2         | 6,2      | 12,4      | 15,9      | 16,1      | 11,2      | 5,1       | −2,1       | −11,1      | 0,4             |
| Record de froid (°C) date du record   | −49,4 1957 | −48,9 1982 | −45 1939  | −33,9 1950 | −25 1956 | −7,8 1951 | −2,2 1929 | −1,1 1929 | −6,1 1939 | −15 1974  | −28,9 1933 | −46,1 1933 | −49,4 14/1/1957 |
| Record de chaleur (°C) date du record | 3,3 1956   | 9,4 1937   | 12,1 2010 | 21,9 1984  | 32 2001  | 33,9 1989 | 37 2005   | 33,3 1928 | 33,9 1930 | 23,9 1970 | 11,8 2000  | 7,2 1982   | 37 12/7/2005    |
| Ensoleillement (h)                    | 71,7       | 112,7      | 155,8     | 165,2      | 166,4    | 205       | 213,5     | 163,7     | 81,8      | 64,4      | 34,2       | 40         | 1 474,3         |
| Précipitations (mm)                   | 27,9       | 22,7       | 23,2      | 23,7       | 33,5     | 59,6      | 75,8      | 91,6      | 109,3     | 81,6      | 65,9       | 46,1       | 660,8           |
| dont neige (cm)                       | 29,3       | 22,8       | 22,1      | 17,3       | 14,3     | 4,4       | 0         | 0         | 2,9       | 29,4      | 58,5       | 47,9       | 248,8           |
| Nombre de jours avec précipitations   | 17,2       | 14         | 12,7      | 11,3       | 12,2     | 12,1      | 13,9      | 16,5      | 20,8      | 21,6      | 22         | 21,3       | 195,5           |
| Nombre de jours avec neige            | 17,2       | 13,9       | 12,5      | 9,6        | 7        | 2,8       | 0         | 0         | 2         | 12,1      | 20,6       | 21,2       | 118,9           |

| Diagramme climatique                                  |                |                |             |           |           |             |             |              |             |              |                |
| J                                                     | F              | M              | A           | M         | J         | J           | A           | S            | O           | N            | D              |
| −18,7−27,827,9                                        | −17,5−28,322,7 | −10,8−22,623,2 | −2−12,323,7 | 6,2−333,5 | 12,4259,6 | 15,96,275,8 | 16,17,691,6 | 11,24,7109,3 | 5,1−0,381,6 | −2,1−7,665,9 | −11,1−18,746,1 |
| Moyennes : • Temp. maxi et mini °C • Précipitation mm |                |                |             |           |           |             |             |              |             |              |                |

## Histoire

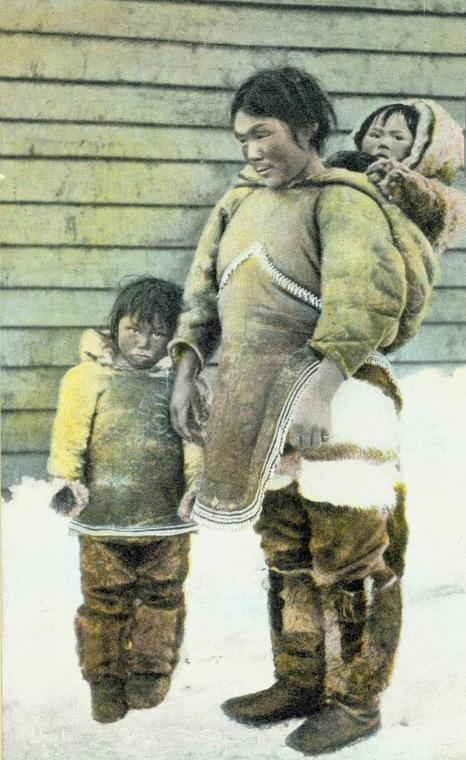
Inuite et enfants, Grande rivière de la Baleine, 1900.

Au milieu du XVIIIe siècle, la Compagnie de la Baie d'Hudson établit un poste de traite des fourrures qu'elle nomme Fort Richmond. C'est le début de l'établissement permanent qui allait devenir Poste-de-la-Baleine. Une mission protestante s'y installe dans les années 1880. Revillon Frères établit un poste de traite en 1921.
L'armée américaine a ouvert une base militaire à cet endroit pendant la Seconde Guerre mondiale et elle a employé des travailleurs inuits et cris. En 1955, une station de radar a été construite dans le cadre du système de défense aérienne canado-américaine, le Mid-Canada Line, quelques années avant la création du NORAD.
Bien que la cohabitation permanente des Cris et des Inuits à l'embouchure de la Grande rivière de la Baleine ne remonte qu'aux années 1950, les deux nations se côtoyaient depuis très longtemps dans cette région, les Inuits près de la côte et les Cris sur les terres de l'intérieur. Jusqu'en 1950, le site était un campement d'été.
De 1960 à 1970, un foyer fédéral pour enfants autochtones y est établi. 

## Démographie

### Population
| 1981 | 1991 | 1996 | 2001 | 2006 | 2011 | 2016 |
| ---- | ---- | ---- | ---- | ---- | ---- | ---- |
| 635  | 605  | 579  | 555  | 568  | 657  | 686  |

### Langues
À Kuujjuarapik, selon l'Institut de la statistique du Québec, la langue la plus parlée le plus souvent à domicile en 2011, est l'inuktitut à 70,45 % suivie de l'anglais à 21,97 % et du français à 5,30 % et ce pour une population de 660 habitants.

## Administration
| Période                                  | Période  | Identité         | Étiquette | Qualité |
| ---------------------------------------- | -------- | ---------------- | --------- | ------- |
| ?                                        | 2018     | Lucassie Inukpuk |           |         |
| 2018                                     | En cours | Anthony Ittoshat |           |         |
| Les données manquantes sont à compléter. |          |                  |           |         |

## Éducation
La Commission scolaire Kativik administre l'École Asimauttaq.